# Eversmannia
Eversmannia é um género botânico pertencente à família Fabaceae.